# República autónoma
Una república autónoma es una división administrativa de un Estado, similar a la provincia, con altos niveles de autonomía. Este tipo de organización se utiliza preferentemente en Estados federales o en regiones con una identidad particular al resto de la nación como forma de evitar su independencia.
Muchas de estas repúblicas fueron establecidas durante la época soviética como repúblicas socialistas soviéticas (RASS).
En América se dio un caso único, la Confederación Perú-Boliviana se dividía en tres Estado autónomos, pero según la constitución peruano-boliviana, estos Estados eran repúblicas autónomas e incluso el término «república» fue incluido como el segundo nombre oficial de cada uno de los tres Estados.

## Repúblicas históricas

### Repúblicas autónomas de la Confederación Perú-Boliviana
- Nor-Perú, oficialmente denominada Estado Nor Peruano, también denominado como República Nor-Peruana.
- Sud-Perú, oficialmente denominada Estado Sud Peruano, también denominado como República Sud-Peruana.
- Bolivia, oficialmente denominada Estado Boliviano, también denominado como República Boliviana.
- Iquicha, oficialmente denominada Gobernación del Distrito de Carhuaucran, también denominado como República de Iquicha.[1]

## Repúblicas autónomas en la actualidad
- Rusia: Repúblicas de Rusia
- Azerbaiyán: República Autónoma de Najicheván.
- Georgia: República Autónoma de Abjasia, Ayaria. La república parcialmente reconocida de Osetia del Sur no existe de ninguna forma en la organización administrativa oficial de Georgia.
- Ucrania: República Autónoma de Crimea, disputada como sujeto federal de Rusia. Las repúblicas parcialmente reconocidas de Donetsk y Lugansk hasta su incorporación unilateral a Rusia, jamás existieron como organización administrativa oficial de Ucrania.
- Uzbekistán: Karakalpakistán

## Divisiones administrativas similares
En Moldavia hay dos unidades territoriales autónomas: Gagauzia y Transnistria (territorio controlado por Transnistria, una república de facto independiente).